# HD 103079
Désignations
HD 103079, également désignée HR 4549, est une étoile binaire de la constellation australe de la Mouche. Elle est visible à l'œil nu avec une magnitude apparente combinée de 4,90.
D'après la mesure de leurs parallaxes annuelles par le satellite Gaia, les deux étoiles sont situées à environ 376 ou ∼ 381 a.l. (∼ 117 pc) de la Terre. Le système est membre du groupe Bas-Centaure Croix du Sud (LCC) de l'association Scorpion-Centaure, qui est l'association d'étoiles massives de types O et B la plus proche du Système solaire. Il est estimé être âgée d'environ 20 millions d'années.
La composante primaire, désignée HD 103079 A, est une étoile bleu-blanc de la séquence principale de type spectral B4V et de magnitude 4,99. Elle est estimée être 3,83 fois plus massive que le Soleil et elle tourne sur elle-même à une vitesse de rotation projetée de 57 km/s. Son compagnon, HD 103079 B, est une étoile de magnitude 7,24 qui est environ 75 % plus massive que le Soleil. En 2016, elle était située à une distance angulaire de 1,4 seconde d'arc et à un angle de position de 158° de HD 103079 A. En 2023, les deux étoiles sont séparées par 1,46 seconde d'arc, ce qui correspond à une séparation projetée 168,2 ua considérant la distance du système.